# 罗伯特·W·康
罗伯特·W·康（英語：Robert Wolfgang Cahn，1924年9月9日—2007年4月9日）是一位英国冶金学家，出生于德国巴伐利亚菲尔特的一个富裕犹太家庭，后移民英国，1991年当选英国皇家学会会士，1996年当选中国科学院外籍院士。